# 加賀屋
株式会社加賀屋（かがや）は、石川県七尾市の和倉温泉に本社を置く、旅館業を営む日本の企業。および同社が運営する温泉旅館の名称。宿泊施設としては「プロが選ぶ日本のホテル・旅館100選」で1位に度々選ばれている。企業としての加賀屋は和倉温泉で4館、飲食店などを全国に8軒運営しているほか、台湾の北投温泉に屋号を使った日勝生加賀屋がある。

## 概要
屋号は、創業者の小田與吉郎が加賀国津幡（現在の石川県河北郡津幡町）の出身であることに由来する。和倉温泉の筆頭旅館の地位を占め、地上20階、約1,450人の収容人員を持つ全国最大級の旅館。
1977年（昭和52年）1月より、旅行新聞新社が主催する「プロが選ぶ日本のホテル・旅館100選」（全国の旅館業者の中から選定）の総合部門1位として認定・表彰されている。この年以降「36年連続」で加賀屋が総合「1位」を受賞。2017年には総合3位となり連続記録は途絶えた ものの、2018年には再び総合1位に返り咲いている。
ビッグローブ社が運営する「みんなで選ぶ温泉大賞」においても、初回から第4回まで連続して総合1位を獲得している。
また、姉妹旅館として「茶寮の宿 あえの風」（和倉温泉）を有するほか、東京都などに料亭を8店舗展開。東京銀座加賀屋の設計プロデュースは陶芸家の大樋年雄である。
台湾のディベロッパー「日勝生活科技」との合弁で2010年12月18日、台北市北投区の北投温泉に地上14階・地下3階の「日勝生加賀屋」が開業した。
2024年1月1日に発生した能登半島地震により、施設の損傷などの被害を受け、周辺のインフラにも深刻な被害が発生した。2月以降も営業再開の見込みが立たないことから、周辺のグループ旅館「あえの風」「松乃碧」「虹と海」とともに、当面の間休業することを1月9日に発表した。従業員のうち約100人を、全国各地の宿泊施設や飲食店に出向させている。

## 沿革
- 1906年（明治39年）9月10日 - 「加賀屋」創業。
- 1976年（昭和51年）5月：「サンかがや」営業開始。
- 1980年（昭和55年）1月：プロが選ぶ日本のホテル・旅館100選で総合1位を初受賞（以後32年連続受賞）。
- 1989年（平成元年）9月：本館「雪月花」営業開始。
- 1997年（平成 9年）11月：「サンかがや」改装に伴い、「茶寮の宿 あえの風」に改称。
- 1998年（平成10年）2月6日 - ISO 9001取得。
- 2006年（平成18年）9月10日 - 創業100周年記念式典。
- 2008年（平成20年）11月：石川県金沢市に「料理旅館金沢茶屋・割烹つづみ」開業。
- 2010年（平成22年）4月：和倉温泉にグループ旅館「虹と海」開業。
- 2010年（平成22年）12月18日：台湾北投温泉に「日勝生加賀屋」開業。
- 2015年（平成27年）10月1日：和倉温泉にグループ旅館「加賀屋別邸 松乃碧」開業。
- 2017年（平成29年）3月：石川県の県庁所在地金沢市に「料理旅館金沢茶屋別館」営業開始。
- 2018年（平成30年）11月：厚生労働省の現代の名工に女将の小田真弓が「飲食物給仕人」として選ばれる[11][12]。
- 2022年（令和4年）5月：福井県芦原温泉のつるや（1884年創業）を加賀屋グループが事業承継（初の石川県外のグループ旅館）[13]。
- 2024年（令和6年）1月1日： 能登半島地震に被災。周辺のグループ旅館「あえの風」「松乃碧」「虹と海」とともに、当面の間休業[9]。

## グループ企業・施設
2021年時点。詳細は、加賀屋グループ公式サイト あるいは 加賀屋グループ企業サイト 会社概要 を参照。

### 旅館
株式会社加賀屋運営
- 加賀屋：石川県七尾市和倉町ヨ部80番地
- 加賀屋別邸 松乃碧：石川県七尾市和倉町ワ部34番地
- 茶寮の宿 あえの風：石川県七尾市和倉町和歌崎8番地1
- 日勝生加賀屋（中国語版）（合弁事業）：台湾台北市北投区光明路236号

株式会社ホテルたなか運営
- 虹と海：石川県七尾市和倉町ヨ部96番地

株式会社茶屋旅館運営
- 料理旅館 金沢茶屋：石川県金沢市本町二丁目17番21号

### 飲食店等
株式会社加賀屋レストランシステム
旅館と同じ名称の「加賀屋」の料亭を運営している。
- 本社所在地：加賀屋と同じ
- 運営店舗
  - 石川県：七尾店（七尾市、能登食祭市場）、金沢店（金沢百番街）
  - 東京都：東京銀座店（中央区銀座）、東京有明店（江東区有明、東京ファッションタウン）
  - その他：名古屋店（愛知県名古屋市中村区名駅、JRセントラルタワーズ）、京都店（京都府京都市下京区、ジェイアール京都伊勢丹）、広島店（広島県広島市中区基町、そごう広島店）、博多店（福岡県福岡市博多区のJR博多シティ）

株式会社能登風土
2021年1月1日、北陸鉄道（北鉄）が所有していた千里浜なぎさドライブウェイ沿いの「千里浜レストハウス」（石川県羽咋市千里浜町）を雅総合研究所が北鉄から取得し、同施設の運営を委託。同年2月11日に「能登千里浜レストハウス」として開業した。

### 洋菓子・和菓子の製造等
株式会社レグレット
七尾市出身のパティシエ辻口博啓がプロデュースする洋菓子「YUKIZURI」（ユキズリ、兼六園の雪吊が名前の由来）の製造元。また、辻口がプロデュースする洋菓子店「ル ミュゼ ドゥ アッシュ」（カフェ併設店舗あり）を運営している。
- 本社所在地：石川県七尾市和倉町ヲ部1番地2
- 事業所
  - 店舗（店舗名はすべて「ル ミュゼ ドゥ アッシュ」）：和倉店（七尾市、カフェ・辻口博啓美術館併設）、金沢店（石川県立美術館内、カフェ併設）、金沢百番街店、エムザ店（金沢エムザ）、富山店（富山県富山市「きときと市場とやマルシェ」内）
  - 工場：津幡アトリエ[17][18]（石川県河北郡津幡町）

### その他
- 株式会社雅総合研究所（コンサルティング）
- 株式会社加賀屋ゼネラルフーヅ（商品・メニュー開発）
- 株式会社タイコ食産（生鮮食料品の仕入れ販売、旅行券）
- 株式会社加賀屋サービス（接客業務の請負業）
- 株式会社K.R.E（不動産管理）
- 有限会社山加興産（資産管理運営・損害保険）
- 有限会社タイコ整美（清掃等）

## テレビ番組
- 日経スペシャル ガイアの夜明け よみがえれ!温泉街 ～老舗の熱海・地震が襲った能登～（2007年5月29日、テレビ東京）[19] - 和倉温泉、女将と若い仲居たちの闘いを取材。
- 日経スペシャル カンブリア宮殿 "奇跡の集客"シリーズ第2弾! 世界を掴む"加賀屋流おもてなし"の秘密 33年連続日本一の旅館...その裏側（2013年7月18日、テレビ東京）[20]

## 書籍

### 関連書籍
- 『加賀屋の流儀 極上のおもてなしとは』（著者:細井勝）（2006年8月28日、PHP研究所）ISBN 9784569654546
  - 『加賀屋の流儀 極上のおもてなしとは』（著者:細井勝）（2015年10月5日、PHP研究所 PHP文庫）ISBN 9784569763675
- 『加賀屋のこころ 人間大事の経営とは』（著者:細井勝）（2010年2月9日、PHP研究所）ISBN 9784569773599
- 『加賀屋さんに教わったおもてなし脳』（著者:茂木健一郎）（2014年11月1日、PHP研究所）ISBN 9784569820347
- 『加賀屋 笑顔で気働き 女将が育んだ「おもてなし」の真髄』（著者:小田真弓）（2015年9月1日、日本経済新聞出版社）ISBN 9784532320317